# Jessenia Meneses Gonzales
Jessenia Meneses Gonzales es una ciclista colombiana, nacida el 18 de junio de 1995 en Medellín (Antioquia). Desde 2024 corre para el equipo español de categoría UCI Women's Continental Team el Laboral Kutxa-Fundación Euskadi.

## Trayectoria
En 2013, después de ganar las medallas de oro y plata en el Campeonato Panamericano de Ciclismo en la categoría Juvenil, Jessenia enfocó sus esfuerzos en el Campeonato Mundial de Ciclismo en Ruta en la categoría Juvenil y por situaciones del ciclismo debido a un pinchazo en el tramo final fue alcanzada por el grupo y no pudo acceder a una de las tres medallas, sin embargo, obtuvo el cuarto puesto.

## Palmarés
2012
- Clásico El Colombiano (Juvenil)
- Vuelta Nacional del Futuro. Contrarreloj (Juvenil)

2013
- Contrarreloj Individual Juvenil. Campeonato Panamericano de Ciclismo Ruta
- Persecución por equipos Juvenil. Campeonato Panamericano de Ciclismo Pista
- Carrera en Ruta Juvenil. Campeonato Panamericano de Ciclismo Ruta
- Vuelta Nacional del Futuro (Juvenil)

2021
- Tour Femenino de Colombia, más 1 etapa

2024
- 3.ª en el Campeonato de Colombia en Ruta

## Equipos
- Nueva Generación (2012-2013)
- 4-72 Colombia (2014)
- Forno D'Asolo-Astute (2015)
- Weber Shimano Ladies Power (2016-2018)
- Team Illuminate (Femenino) (2019)
- Colombia Tierra de Atletas Femenino (2020-2023)
- Laboral Kutxa-Fundación Euskadi (2024-)